# Okoneshnikovsky (huyện)
Huyện Okoneshnikovsky (tiếng Nga: ? райо́н) là một huyện hành chính tự quản (raion), của Tỉnh Omsk, Nga. Huyện có diện tích 3066 kilômét vuông, dân số thời điểm ngày 1 tháng 1 năm 2000 là 19000 người. Trung tâm của huyện đóng ở Okoneshnikovo.